# Ернестіна Саксен-Веймарська
Ернестіна Саксен-Веймарська (нім. Prinzessin Ernestine von Sachsen-Weimar), повне ім'я Ернестіна Августа Софія Саксен-Веймар-Айзенаська (нім. Ernestine Auguste Sophie von Sachsen-Weimar-Eisenach, 4 січня 1740 — 10 червня 1786) — принцеса Саксен-Веймарська, донька герцога Саксен-Веймару та Саксен-Айзенаху Ернста Августа I та принцеси Бранденбург-Байройтської Софії Шарлотти, дружина герцога Саксен-Гільдбурггаузена Ернста Фрідріха III.

## Біографія
Ернестіна народилася 4 січня 1740 року у Веймарі. Вона була третьою дитиною та першою донькою в родині герцога Саксен-Веймару Ернста Августа I та його другої дружини Софії Шарлотти Бранденбург-Байройтської. Дівчинка мала старшого брата Ернста Августа. Інший брат помер до її народження. Від першого шлюбу батька у неї було три єдинокровних сестри.
У 1741 році Ернст Август I успадкував Саксен-Айзенаське герцогство. Надалі він керував землями в рамках особистої унії. Втім, більшу частину часу герцог проводив на полюванні. Протягом життя він наробив багато боргів, що призвело до банкрутства країни.
Коли Ернестіні було 6, померла її мати. Наступного року пішов з життя і батько. Дівчинку забрав на виховання брат матері, маркграф Бранденбург-Байройта Фрідріх III. Людиною він був освіченою і мав відповідне оточення. Ернестіна отримала при його дворі добру музичну освіту.
У віці 18 років вона взяла шлюб із 31-річним герцогом Саксен-Гільдбурггаузена Ернстом Фрідріхом III. Союз був влаштований за сприяння тітки нареченої, вдовіючої королеви Данії Софії Магдалени. Фінансове становище Саксен-Гільбурггаузену було досить складним, а за Ернестіною давали багатий посаг. Вінчання пройшло 1 липня 1758 року в Байройті. Наречений вважався розумним, талановитим та одним із найкрасивіших правителів свого часу. Однак, був двічі удівцем, а його доньки від попередніх шлюбів померли у ранньому віці. У подружжя народилося троє спільних дітей.
Протягом правління її чоловіка фінансове становище герцогства залишалося складним. Він навіть вдавався за допомогою до алхімії.
Після смерті Ернста Фрідріха у вересні 1780 року, Ернестіна повністю відійшла від справ, поклавши нагляд за спадкоємцем на поважного Йозефа Саксен-Гільдбурггаузенського. Вона жила у своєму будинку Fischbergsche біля ринку Гільдбурггаузена і займалася, головним чином, музикою.
Герцогиня померла у 46-річному віці на день народження чоловіка у 1786 році. Похована поруч із ним у князівській усипальниці в замковій кірсі Гільдбурггаузену.

## Родина

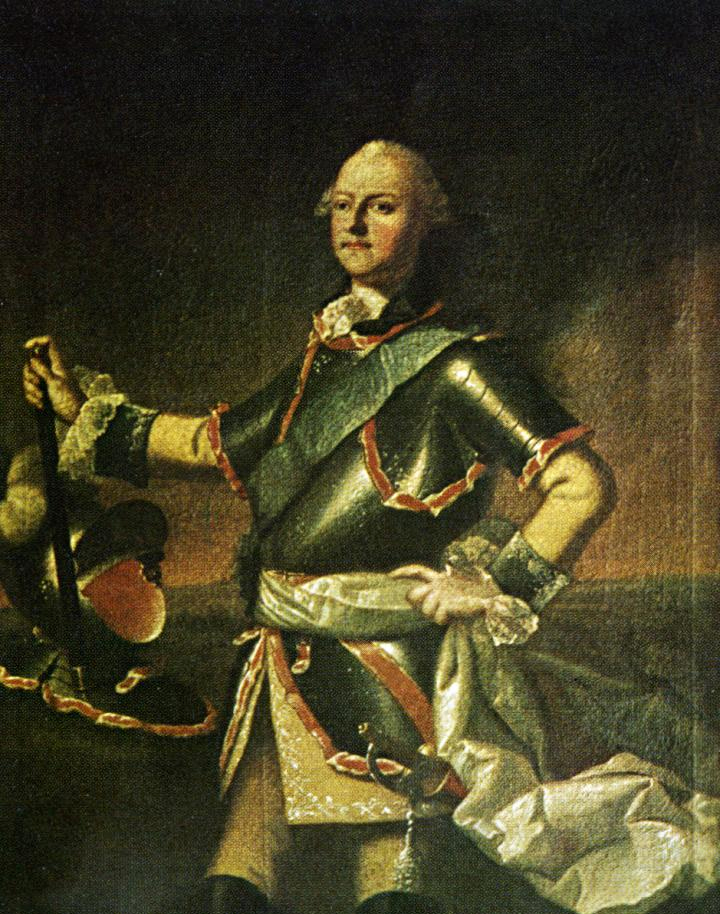
Ернст Фрідріх III

Родина — Ернст Фрідріх III, герцог Саксен-Гільдбурггаузен
Діти:
- Софія (1760—1776) — дружина принца Саксен-Кобург-Заальфельдського Франца, дітей не мала;
- Кароліна (1761—1790) — дружина принца Саксен-Гільдбурггаузенського Ойгена, дітей не мала;
- Фрідріх (1763—1834) — наступний герцог Саксен-Гільдбурггаузена у 1780—1826 роках, герцог Саксен-Альтенбургу у 1826—1834 роках, був одруженим із принцесою Мекленбург-Стреліцькою Шарлоттою Георгіною, мав дванадцятеро дітей.